# Ante Gugo
Ante Gugo (Knin, 10. listopada 1963.) je hrvatski novinar i publicist. Objavio je i jedan roman za djecu. Bio je dugogodišnji novinar Slobodne Dalmacije u kojoj je bio i urednik.

## Životopis
Rodio se je 1963. u Kninu. Novinarstvom se bavi od dolaska na studij u Zagreb, od 1984. godine. Objavljivao je u Poletu. Bio je među prvim novinarima Radija 101. Do 1988. godine bio je urednik u Studentskom listu, kad su ga ondašnje jugokomunističke vlasti zabranile. Uslijedio je milicijski i sudski progon. Nakon toga surađuje sa slovenskim listom Mladinom. Poslije je postao stalnim suradnikom tjednika Danas iz Zagreba. Njegovi najplodniji novinarski dani tek su slijedili. Počeli su kad se je zaposlio u splitskom tjedniku Nedjeljnoj Dalmaciji u kojoj je od listopada 1991. pisao pod pseudonimom Jurica Šimić. Pisanje pod pseudonimom bilo je zbog toga što mu je najuža obitelj ostala na području koje je bilo pogođeno balvan-revolucijom i do kraja rata bilo je pod velikosrpskom okupacijom. Tek kad mu je obitelj uspjela izaći s okupiranog područja Republike Hrvatske, nakon 17. veljače 1993., Gugo opet piše pod pravim imenom. U izdavačkoj kući Slobodna Dalmacija bio je politički komentator, šef dopisništva i zamjenik glavnog urednika. Bio je jedan iz mlađe garde uglednih hrvatskih novinara. 
Gugo je u to vrijeme surađivao s televizijskim kućama. Bio je urednik i voditelj političkih emisija. 
U lipnju 2001. godine otišao je iz Slobodne Dalmacije jer se nije slagao s upletanjem političkog vrha u njezinu uređivačku politiku. Prešao je u politički tjednik Fokus, koji je bio pred gašenjem. U tom je listu postao glavni urednik i pod njegovim uredovanjem Fokus je postao najjači politički oporbeni tjednik kojem je rasla naklada. 
Pisao je i za list Arenu.
U siječnju 2003. postao je direktor i urednik Dubrovačkog vjesnika, kojem je na čelu bio nepunih 13 mjeseca, sve do kraja veljače 2004. godine.
Od 2011. do konca 2015. pisao je kolumne za portal Politika Plus.
Godine 1995. objavio je knjigu Da se ne zaboravi.
Objavio je 2001. knjigu Politički labirint, koja je izbor Guginih tekstova u razdoblju između 9. svibnja 2000. i 25. ožujka 2001. godine. 
Roman za djecu Runo, s temom Domovinskog rata objavio je 2002. godine. Drugo izdanje tog romana u izdanju Despot infinitusa objavljeno je u veljači 2018.  
U kolovozu 2015. objavio je knjigu "Oluja koju nismo mogli izbjeći" u izdanju Večernjeg lista. Knjiga sadrži kronologiju i opis političkih zbivanja vezanih uz raspad SFRJ, uspostavu samostalne i suverene Republike Hrvatske, te oslobađanje okupiranih područja. [neaktivna poveznica]
Ova knjiga je u srpnju 2016. objavljena u prijevodu na engleski jezik. Prevoditelj je Michael Drugo, a urednica engleskog izdanja je Julienne Eden Bušić. Knjiga je objavljena pod nazivom "In the Eye of the Storm". 
U studenom 2017. u izdanju Despot infinitusa objavljen mu je roman "Žetva u polju otrova". Urednik romana je Zvonimir Despot, a naslovnu stranicu po ideji Ante Guge ilustrirao je domaći strip crtač Nenad Barinić.
Pisao je scenarije za stripove "Bože, čuvaj Hrvatsku" i "Prce i Stameni" koje je crtao Žarko Beker (1936. – 2012.) jedan od najvećih hrvatskih strip crtača.
Fotografije Ante Guge objavljivane su u tiskanom i na internetskom izdanju National Geographica.
"Skradinska niska bisera" naziv je izložbe fotografija koje je Ante Gugo izlagao 2010. godine u Muzeju grada Skradina zajedno s Milom Stanković, novinarkom Večernjeg lista iz Mostara. 
Fotografije s izložbe u Skradinu nastale su tijekom snimanja dokumentarno-turističkog filma "Blago kamena i vode", jednog od desetak takvih filmova kojima je Ante Gugo autor (scenarij, kamera i montaža).

## Nagrade i priznanja
Odlikovan je Redom Danice hrvatske s likom Antuna Radića (1995.) za zasluge u kulturi.
Nositelj je Spomenice Domovinskoga rata. Dobio je više odličja za za zasluge u Domovinskom ratu.

## Filmografija
- Skradin - blago kamena i vode